# Maiken
Maiken er et pigenavn anvendt i både Danmark, Norge og Sverige. Varianter af navnet omfatter Majken, Maigen og Majgen. I Danmark er der pr. 1. januar 2013 4.890, der bærer en af navnevarianterne ifølge Danmarks Statistik.

## Oprindelse
Der er flere forskellige versioner af oprindelsen til navnet.
Den ene og mest benyttede er, at det oprindelig er en variant af det tyske navn Mariken, som er en diminutiv form af Maria, hvilket fører navnet tilbage til en kristen oprindelse.
Den anden version går på, at navnet er af gammel nordisk oprindelse og en afledning af Maj, som i måneden maj. Dengang skulle navnet primært være brugt til piger født i Maj, med et ønske om skønhed. 
Navnet er derfor en sammensætning af Maj og Køn = Maiken, Majken, Maigen, Majgen.